# 慈林医院
30°09′56″N 121°25′22″E / 30.16556°N 121.42278°E
慈林医院是浙江省宁波慈溪市的首家中外合资综合性医院，以三级甲等医院标准建设，来替代只有150张床位的原慈溪市第二人民医院。其占地面积约8万平方米，于2014年6月26日启用。

## 区域位置
慈林医院位于慈溪市中部重镇观海卫镇，南邻世纪大道，东邻桃园路。

## 设施概况

### 建设情况
医院占地面积达119998平方米，总建筑面积为81747平方米，总投资约10.16亿人民币。

### 医院楼
其拥有主楼、门诊楼、传染病楼、后勤楼及能源中心等。

## 外部連結
- （中文）（英文）慈林医院 （页面存档备份，存于）